# Birkwitz-Pratzschwitz

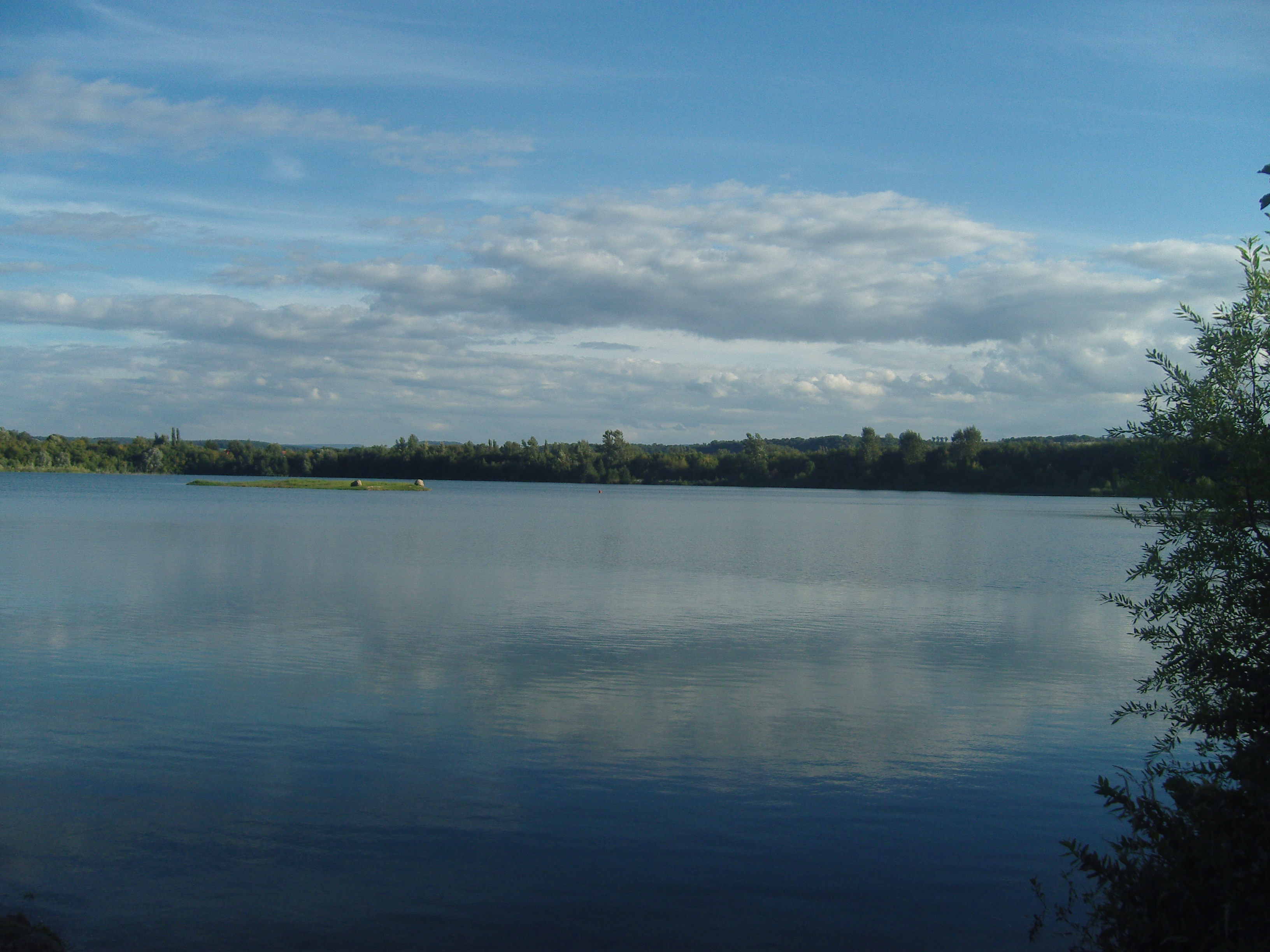
Kiesgrube

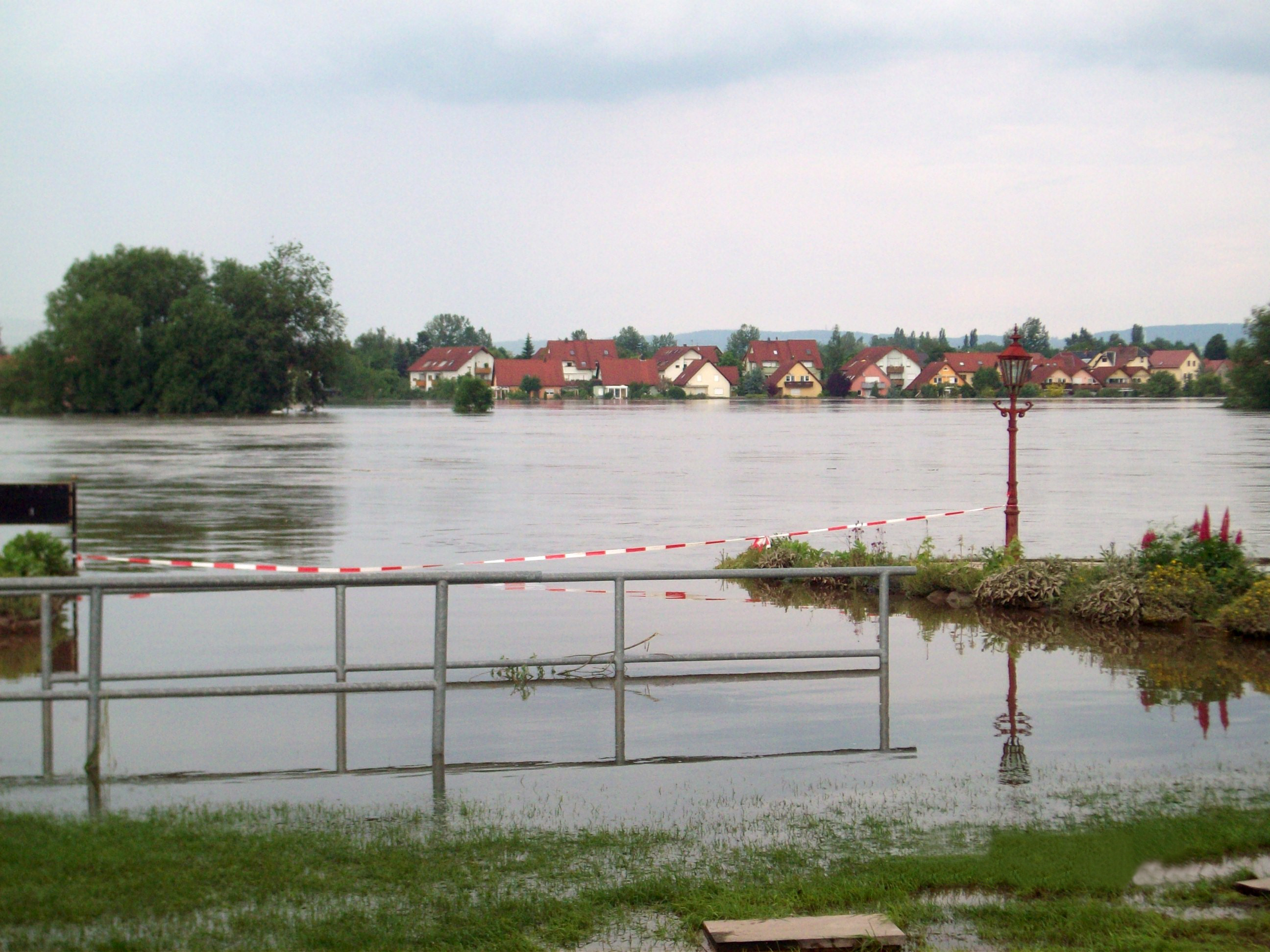
Blick auf Pratzschwitz

Birkwitz-Pratzschwitz ist eine Ortschaft der Stadt Pirna in Sachsen, die 1973 aus dem Zusammenschluss der Dörfer Birkwitz und Pratzschwitz hervorging. Der Ort hat etwa 1400 Einwohner.
Die Ortschaft grenzt im Nordwesten an die Dresdner Stadtteile Pillnitz und Söbrigen.

## Geschichte
Auf der Flur Pratzschwitz gefundene Feuersteinabschläge deuten auf eine frühe Besiedlung hin. Die erste urkundliche Erwähnung erfolgte im Jahre 1350 als Birkwicz beziehungsweise Prautschicz. Ab dem 17. Jahrhundert gehörten beide Orte zur Grundherrschaft Rittergut Schönfeld, während Birkwitz zuvor der Pfarre Dohna, Pratzschwitz dem Domkapitel Meißen beziehungsweise dem Rittergut Pratzschwitz unterstanden war. Nach 1856 gehörten sie zum Gerichtsamt beziehungsweise zur Amtshauptmannschaft Pirna. Am 1. Mai 1973 entstand die neue Gemeinde durch den Zusammenschluss der bisherigen Gemeinden Birkwitz und Pratzschwitz. Am 1. Januar 1999 wurde Birkwitz-Pratzschwitz in die Stadt Pirna eingemeindet.
Zwischen den beiden Orten befindet sich eine etwa 70 Hektar große geflutete Kiesgrube, die 1971 aufgeschlossen worden war, jedoch größtenteils aus der Bergaufsicht entlassen ist und zum Badebetrieb genutzt wird.